# Кадеш
Каде́ш, Каде́ш-на-Оро́нте (Ки́нза) — древний город в Леванте, расположенный на реке Оронт. Отождествляется с городищем близ современной деревни Телль-эн-Наби-Менд в 24 км к юго-западу от Хомса на западе современной Сирии.

## История
Впервые Кадеш упоминается в «Анналах Тутмоса III». В правление царицы Хатшепсут правитель Кадеша поднял мятеж против египетской власти и вскоре встал во главе антиегипетской коалиции восточносредиземноморских городов, созданной при поддержке Митанни, главного конкурента Египта в борьбе за контроль над регионом. 
В знаменитой битве при Мегиддо на 23 году правления Тутмоса III (между 1482-1457 до н. э.) царь Кадеша потерпел сокрушительное поражение от сил Тутмоса III, хотя и не попал в руки к египтянам. Спустя восемь лет царь Кадеша вновь был разбит египтянами и потерял все свои владения, но окончательная победа фараона последовала через 20 лет после сражения при Мегиддо, когда Тутмос III с армией в последний раз вступил в Кадеш, который вновь был одной из ключевых ставок врага. Крепостные укрепления города сравняли с землёй, а мятежный правитель Кадеша, трижды восстававший против могущественного фараона, скорее всего, погиб во время штурма.
Правители Кадеша участвовали в дипломатической переписке с Эхнатоном, найденной в Амарне. Из Амарнских писем известны имена трёх правителей Кадеша этого периода: 
- Шуттарна (Шуттатарра) (ок. 1350 до н. э.)
- Айтакама (ок. 1340 до н. э.), сын Шуттатарры
- Ари-Тешуб (ок. 1330—1325 до н. э.).

Все три имени — хурритские. Однако интерес древнему городу в современной науке вызывает именно битва при Кадеше (начало XIII веков до н. э.) между хеттским войском Муваталли II и египетской армией Рамсеса II — одна из наиболее детально описанных битв в истории Древнего Востока. Подобно Мегиддо, Кадеш был ключевым пунктом для контроля над большей частью Сиро-Палестины, что и вызвало столкновение двух крупнейших государств своего времени. Кадеш, бывший вассалом фараонов уже более полутора столетий, склонялся к поддержке Хеттского царства, однако ничейный результат битвы и значительные потери, понесённые обеими армиями в битве, делали будущее города вопросом переговоров. Согласно мирному договору Рамсеса II и Хаттусили III, египетско-хеттская граница проводилась вблизи Кадеша, однако сам город переходил к хеттам.